# 코린 코슬로
코린 코슬로(Corrine Koslo)는 캐나다의 영화배우이다.

## 방송
- 빨간 머리 앤 시즌2
- 빨간 머리 앤

## 영화
- 이브는 대단해 (2000년) - 장난감 가게 주인 역
- 베터 댄 초콜릿 (1999년)
- 다니엘 스틸 - 축복의 조건 (1995년)
- 어니스트 6 - 학교 가다 (1994년)
- 하드 코어 로고 (1992년)